# Aluloviće
Aluloviće (izvirno srbsko Алуловиће) je naselje v Srbiji, ki upravno spada pod Mesto Novi Pazar; slednja pa je del Raškega upravnega okraja.

## Demografija
V naselju, katerega izvirno (srbsko-cirilično) ime je Алуловиће, živi 283 polnoletnih prebivalcev, pri čemer je njihova povprečna starost 42,4 let (41,1 pri moških in 43,6 pri ženskah). Naselje ima 109 gospodinjstev, pri čemer je povprečno število članov na gospodinjstvo 3,32.
To naselje je popolnoma srbsko (glede na rezultate popisa iz leta 2002), a v času zadnjih treh popisov je opazno zmanjšanje števila prebivalcev.
|  |

| Demografija | Demografija     | Demografija     |
| Leto        | Št. prebivalcev | Št. prebivalcev |
| ----------- | --------------- | --------------- |
|             |                 |                 |
|             |                 |                 |
|             |                 |                 |
|             |                 |                 |
| 1948        | 619             |                 |
| 1953        | 694             |                 |
| 1961        | 701             |                 |
| 1971        | 635             |                 |
| 1981        | 532             |                 |
| 1991        | 424             | 411             |
| 2002        | 369             | 362             |
|             |                 |                 |

| Etnična sestava po popisu iz leta 2002 | Etnična sestava po popisu iz leta 2002 | Etnična sestava po popisu iz leta 2002 | Etnična sestava po popisu iz leta 2002 | Etnična sestava po popisu iz leta 2002 |
| -------------------------------------- | -------------------------------------- | -------------------------------------- | -------------------------------------- | -------------------------------------- |
| Srbi                                   | Srbi                                   |                                        | 362                                    | 100,0%                                 |
| Neznano                                | Neznano                                |                                        | 0                                      | 0,0%                                   |